# Jérémie (Michel-Ange)
Pour les articles homonymes, voir Jérémie (homonymie).

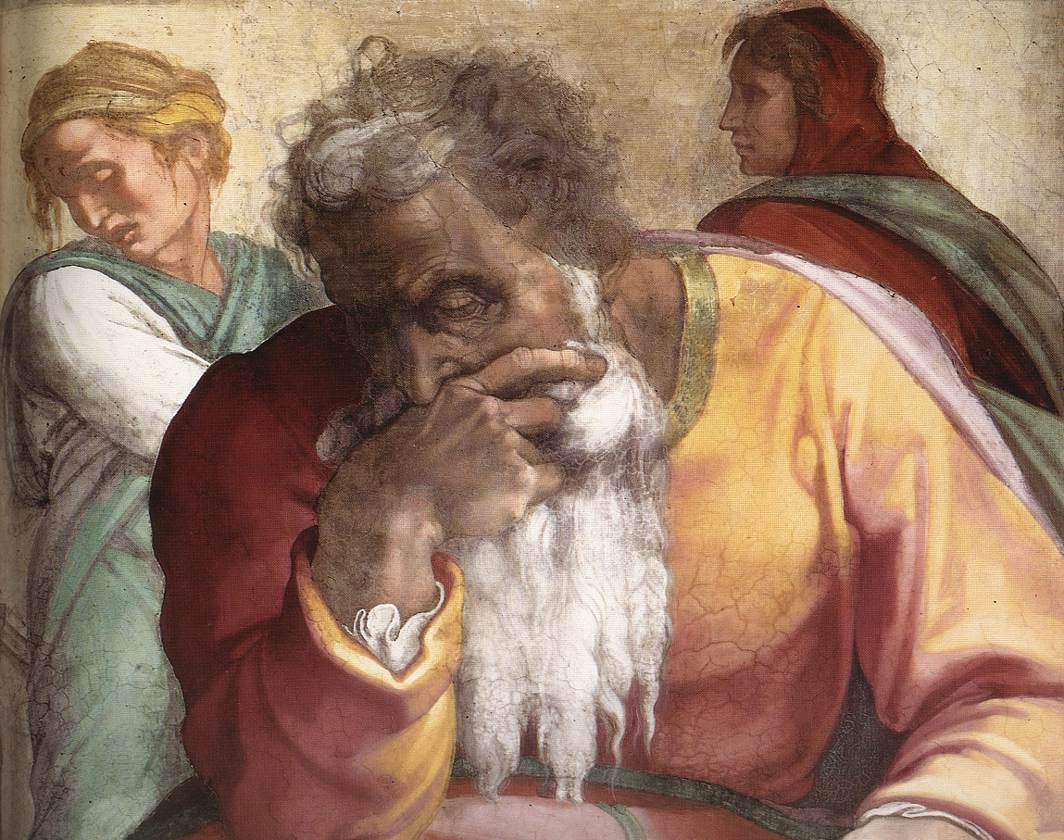
Détail.

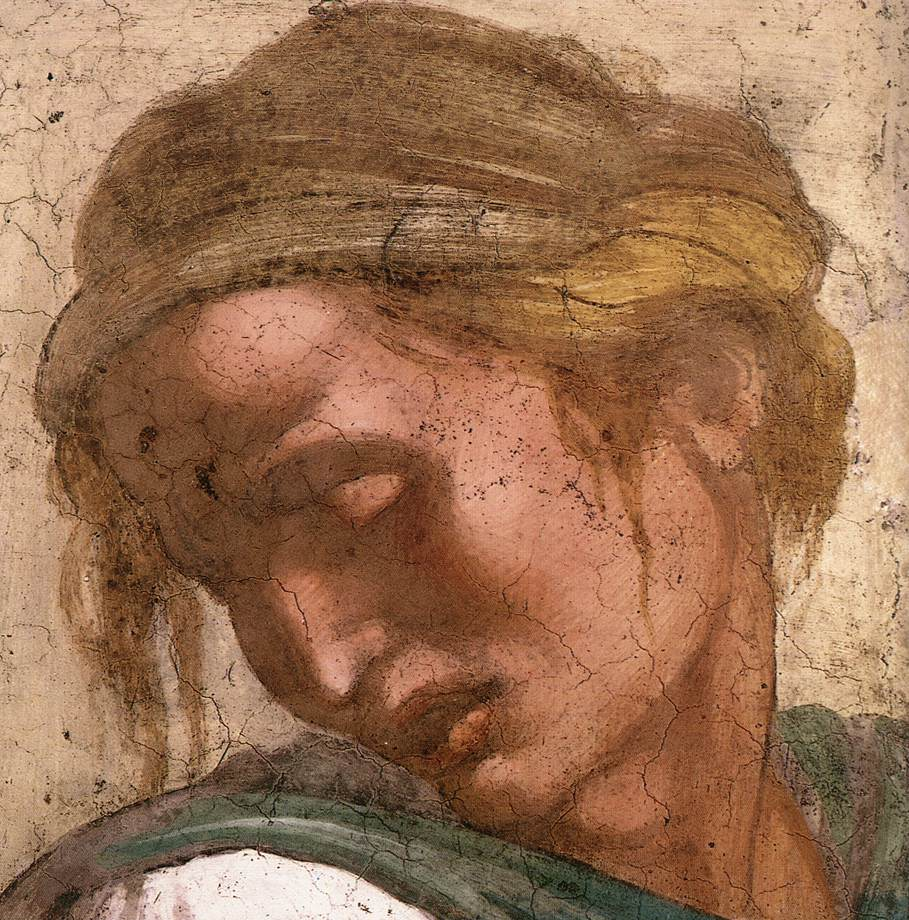
Détail.

Jérémie est une fresque (390 × 380 cm) réalisée  par Michel-Ange vers 1511-1512 laquelle fait partie de la décoration du plafond de la chapelle Sixtine, dans les musées du Vatican à Rome, commandée par Jules II.

## Histoire
Michel-Ange a commencé à peindre les travées de la voûte en commençant près de la porte d'entrée utilisée lors des entrées solennelles du pontife et de son entourage dans la chapelle, pour terminer par la travée au-dessus de l'autel. Jérémie, qui se trouve dans la neuvième baie à partir de la porte, est l'une des dernières figures à être peinte en octobre 1512.
La figure a nécessité quatorze « jours » de fresque.

## Description et style
Jérémie fait partie de la série des Voyants, placés sur de grands trônes architecturaux installés sur des pédicules. Chacun d'eux est flanqué d'un couple de jeunes assistants et se tient dans un grand siège de marbre, entre deux semelles avec de faux hauts-reliefs de putti disposés par paires, dans diverses positions. Leur nom est écrit (dans ce cas HIEREMIAS) sur un cartouche tenu par un putto, situé sous la plate-forme à la base du trône.
Jérémie est représenté comme une figure énergique  qui amplifie la vitalité psychique des prophètes qui va en crescendo alors qu'ils s'approchent de l'autel, de la méditation calme de Zacharie au-dessus de la porte jusqu'à la fureur prophétique de Jonas.
Jérémie montre une sombre désolation, oppressé par une douloureuse conscience de présages inquiétants. Dans le livre de Jérémie, il est décrit comment se produiront les temps des choix et l'éloignement des hommes de Dieu, qui seront cependant surmontés avec une nouvelle alliance qui préfigure donc la venue du Christ, ainsi que la fin des temps (seconde venue), à laquelle il est fait également allusion dans la scène proche de La Séparation de la lumière et des ténèbres, préfiguration de la séparation des justes des méchants lors du Jugement dernier.
Le prophète plie le torse en avant et pose la tête sur une main, le coude posé sur le genou, les genoux écartés, les pieds solides entrelacés, comme pour faire de l'espace aux jambes puissantes. L'expression est sombre, ainsi que l'incarnation du visage ridé, avec la barbe et les cheveux blancs, dans lesquels certains veulent reconnaître un possible autoportrait de Michel-Ange.
Les assistants, cas unique dans le plafond, ne sont pas deux enfants, mais deux adultes vêtus de vêtements contemporains, peut-être deux portraits des assistants de l'artiste, auxquels il n'est cependant pas possible d'attribuer une identité spécifique : un homme avec un manteau et une capuche rouge foncé et une femme avec une tunique blanche et une robe vert clair. L'expression de la femme en particulier, est grave et triste, d'une forte expressivité. L'autre personnage est aujourd'hui le résultat d'un repeint après une chute du plâtre, lors de laquelle une partie des cheveux du prophète a également été perdue.
Une pièce d'écriture présente les lettres du mot « ALEF » qui renvoie au début de la version hébraïque de ses Lamentations.

## Postérité
À l'occasion du quatrième centenaire de la mort de Michel-Ange, le 16 juin 1964, la Poste vaticane a dédié un timbre de 40 lires à cette fresque.

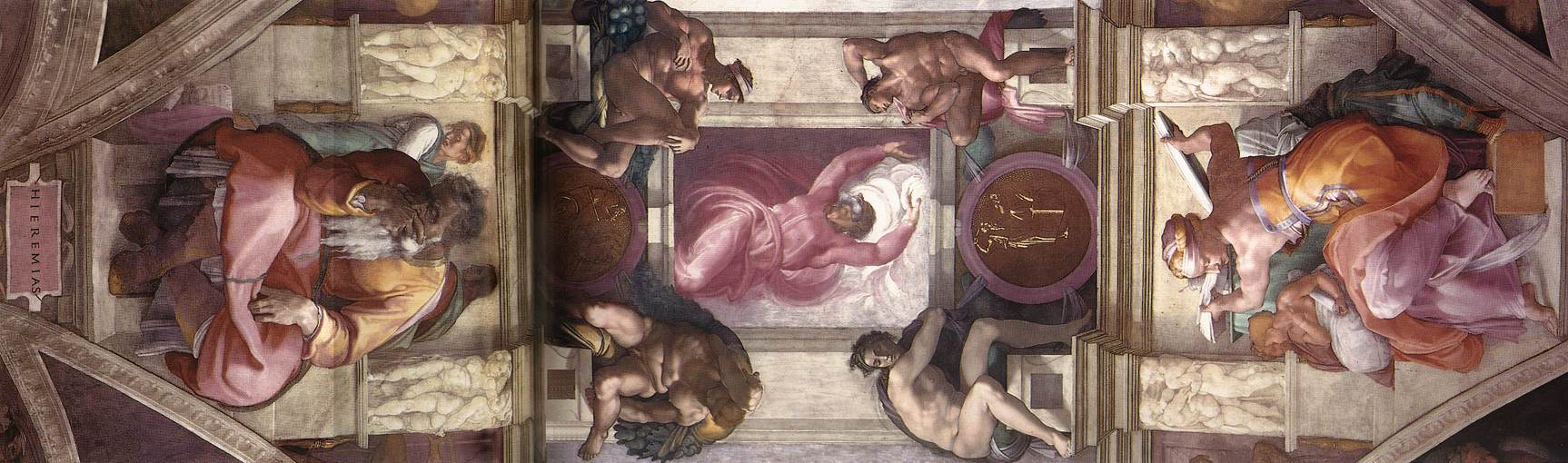
La neuvième travée.
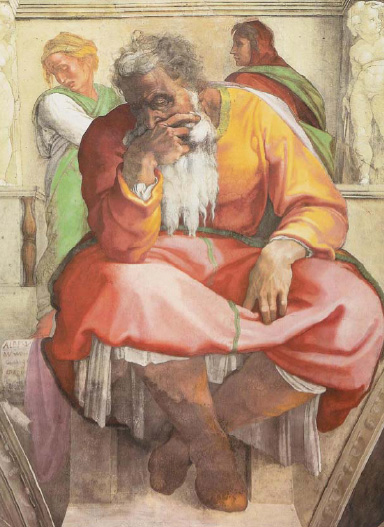
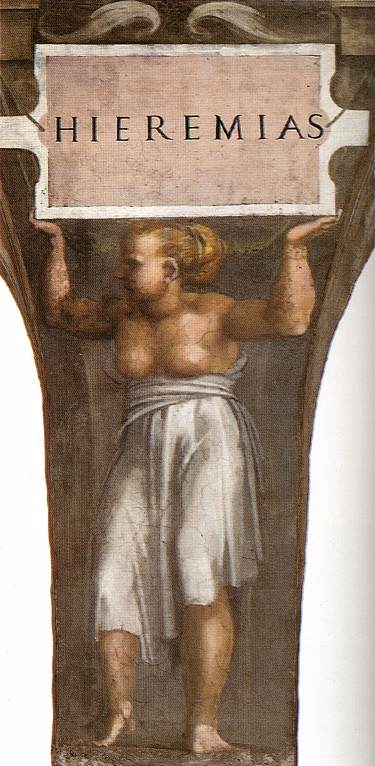
Putto porte nom.